# Friends (album des Beach Boys)
Pour les articles homonymes, voir Friends (homonymie).
Albums de The Beach Boys
Wild Honey
(1967) 20/20
(1969)
Friends, sorti en 1968, est le quatorzième album studio du groupe The Beach Boys.
En 2012, il s'agit de l'un des cinq albums préféré de Brian Wilson. Il commente cet album ainsi : « J'étais alors encore vraiment dans la musique sentimentale. Je voulais une musique joyeuse. » (« I was still really into love music at the time. I wanted happy music. »).

## Titres

### Face 1
| No | Titre                                                                                               | Durée |
| -- | --------------------------------------------------------------------------------------------------- | ----- |
| 1. | Meant for You (Brian Wilson, Mike Love)                                                             | 0:38  |
| 2. | Friends (Brian Wilson, Carl Wilson, Dennis Wilson, Al Jardine)                                      | 2:30  |
| 3. | Wake the World (Brian Wilson, Al Jardine)                                                           | 1:28  |
| 4. | Be Here in the Mornin’ (Brian Wilson, Carl Wilson, Dennis Wilson, Mike Love, Al Jardine)            | 2:16  |
| 5. | When a Man Needs a Woman (Brian Wilson, Carl Wilson, Dennis Wilson, Al Jardine, Jon Parks, Korthof) | 2:06  |
| 6. | Passing By (Brian Wilson)                                                                           | 2:23  |

### Face 2
| No | Titre                                                           | Durée |
| -- | --------------------------------------------------------------- | ----- |
| 1. | Anna Lee, the Healer (Brian Wilson, Mike Love)                  | 1:51  |
| 2. | Little Bird (Dennis Wilson, Steve Kalinich)                     | 1:57  |
| 3. | Be Still (Dennis Wilson, Steve Kalinich)                        | 1:22  |
| 4. | Busy Doin’ Nothin’ (Brian Wilson)                               | 3:04  |
| 5. | Diamond Head (Vexcazo, Ritz, Ackley, Brian Wilson)              | 3:37  |
| 6. | Transcendental Meditation (Brian Wilson, Mike Love, Al Jardine) | 1:49  |

### Titres bonus
En 1990, les enregistrements ont été remasterisés. Friends et 20/20 sont sortis sur un seul CD agrémenté de titres bonus :
| No | Titre                                           | Durée |
| -- | ----------------------------------------------- | ----- |
| 1. | Break Away (Brian Wilson, R.Dunbar)             |       |
| 2. | Celebrate the News (Dennis Wilson, G. Jakobson) |       |
| 3. | We're Together Again (Brian Wilson, R. Wilson)  |       |
| 4. | Walk On By (Burt Bacharach, Hal David)          |       |
| 5. | Old Folks At Home/Ol'Man River (Stephen Foster) |       |